# سواکن
سَواکِن (به عربی: سواکن، به زبان بجه: Oosook) شهری بندری در شمال شرق سودان، در کرانه‌های باختری دریای سرخ است. سواکن در ایالت دریای سرخ سودان واقع شده است. این شهر که پیشتر بندر اصلی منطقه بود، اکنون جایگاه ثانویه‌ای نسبت به پورت سودان دارد که حدود ۴۸ کیلومتر در شمال آن واقع شده است.
سواکن در گذشته به‌عنوان نمادی از شکوه و تجمل قرون وسطایی در دریای سرخ شناخته می‌شد، اما شهر قدیمی که از مرجان ساخته شده بود، اکنون در ویرانی به سر می‌برد. در سال ۱۹۸۳، شهر تاریخی مجاور آن به نام «الجیف» جمعیتی برابر با ۱۸٬۰۳۰ نفر داشت و در سال ۲۰۰۹ جمعیت آن حدود ۴۳٬۳۳۷ نفر برآورد شد. کشتی‌های مسافربری به‌طور روزانه از سواکن به جده در عربستان سعودی رفت و آمد می‌کنند.

## ریشه‌شناسی
نام سواکن در زبان بجه "Oosook" است. احتمالاً این نام از واژه عربی "سوق" به معنی بازار گرفته شده است. در زبان بجه، حالت مکانی آن "isukib" است که ممکن است منشأ نام سواکن باشد. در نمودارهای دریانوردی اواخر قرن نوزدهم، این نام به صورت "Sauakin" نوشته می‌شد، اما در مطبوعات عمومی "Suakim" غالب بود.

## تاریخچه

### دوران باستان
احتمال می‌رود سواکن همان بندر "امید نیک" یا "Limen Evangelis" باشد که بطلمیوس توصیف کرده و آن را بندری دایره‌ای‌شکل در انتهای یک آبدره طولانی معرفی کرده است. با این حال، تحت حاکمیت امپراتوری بطلمیوسی و امپراتوری روم، بندر اصلی دریای سرخ برنیس در شمال بود. با ظهور خلافت اسلامی، تجارت ابتدا به سمت حجاز و سپس به سمت خلیج فارس تغییر مسیر داد.

### دوران قرون وسطی
با فروپاشی خلافت عباسیان و ظهور خلافت فاطمیان، تجارت به سوی بندرهای دیگری مانند القصیر و عیذاب منتقل شد که با هند تجارت می‌کردند و زائران آفریقایی را برای حج به مکه می‌بردند. سواکن برای نخستین بار در قرن دهم میلادی توسط ابومحمد همدانی نام برده شد که آن را شهری کهن توصیف کرد. در آن زمان، سواکن سکونتگاهی کوچک برای مردم بجه بود، اما پس از رها شدن بندر بادی در جنوب آن، به‌تدریج گسترش یافت. جنگ‌های صلیبی و حملات مغول باعث افزایش تجارت در این منطقه شد و شواهدی از حضور بازرگانان ونیزی در سواکن و مصوع از قرن چهاردهم میلادی وجود دارد.

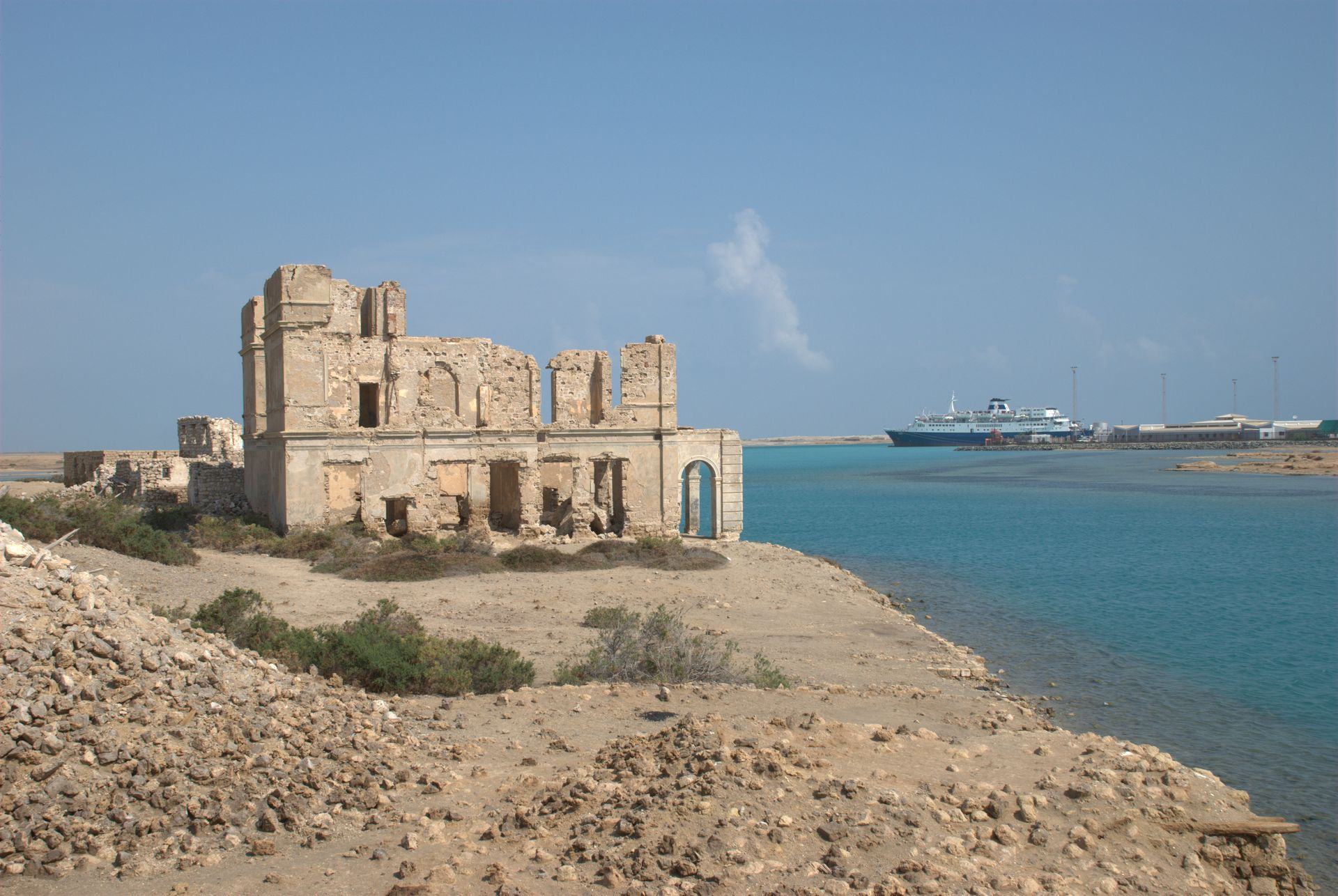
ساختمانی ویران‌شده در سواکن

یکی از حاکمان سواکن به نام علاءالدین الاسبعانی با ضبط اموال بازرگانانی که در دریا غرق شده بودند، خشم سلطان مملوکی ظاهر رکن‌الدین بیبرس بندقداری را برانگیخت. در سال ۱۲۶۴، فرماندار شهرستان قوص و ژنرال او، اخمین علاءالدین، با حمایت بندر عیذاب به سواکن حمله کردند و الاسبعانی مجبور به فرار از شهر شد. خصومت میان این دو بندر به‌حدی بود که پس از ویرانی عیذاب توسط سلطان برسبای در سال ۱۴۲۶، پناه‌جویانی که به جای دنقله کهن به سواکن گریختند، همگی کشته شدند.
با وجود تسلیم رسمی شهر به سلطنت ممالیک در سال ۱۳۱۷، اوجی‌اس گرافورد معتقد بود که این شهر تا قرن ۱۳ همچنان یکی از مراکز مسیحیت باقی مانده بود. مهاجران مسلمان مانند بنی کنز به تدریج این وضعیت را تغییر دادند: ابن بطوطه گزارش می‌دهد که در سال ۱۳۳۲، یک «سلطان» مسلمان به نام شریف زید بن ابی نمّی بن عجلان، که فرزند یکی از اشراف مکه بود، در سواکن حکومت می‌کرد. بر اساس قوانین ارثی منطقه، او رهبری محلی را از دایی‌های بجه‌ای خود به ارث برده بود. با تضعیف قدرت ممالیک در اواخر قرن ۱۴، قبیله حدارب کنترل شهر بندری را به دست گرفت و آن را به پایتخت خود تبدیل کرد. سواکن سپس به‌عنوان مهم‌ترین بندر شمال شرق آفریقا در امتداد دریای سرخ شناخته شد. در قرن پانزدهم، سواکن برای مدت کوتاهی بخشی از سلطنت عدل بود. در سال ۱۵۱۳، پرتغالی‌ها سواکن را محاصره کردند و در سال ۱۵۴۱ طی نبردی برای مدت کوتاهی آن را تصرف کردند.

### دوران عثمانی

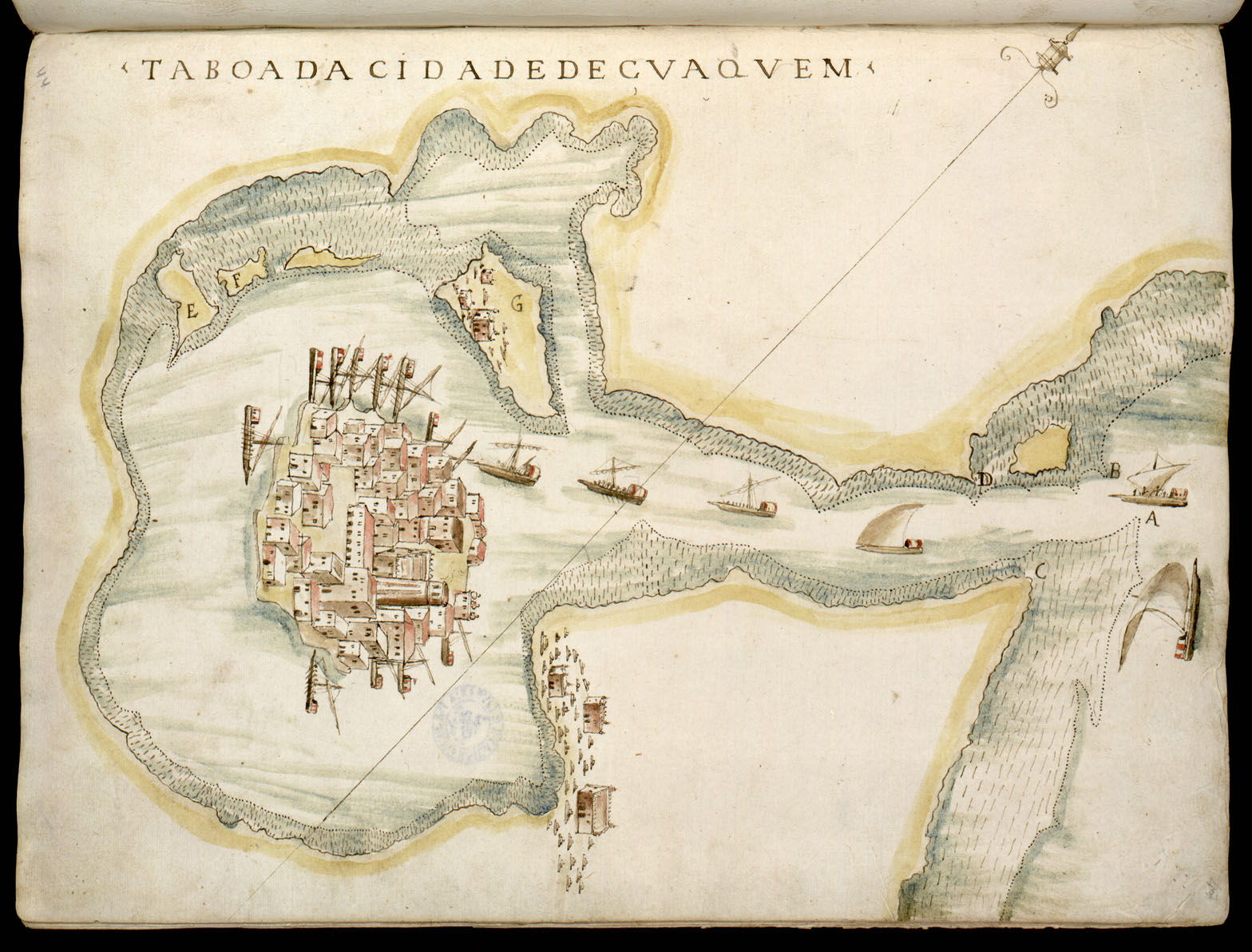
نقشه سواکن در سال ۱۵۴۱ توسط ژوآئو د کاسترو

پس از فتح مصر توسط امپراتوری عثمانی در سال ۱۵۱۷، امپراتوری عثمانی به قدرت اصلی در دریای سرخ تبدیل شد. پس از یک دوره کوتاه از کشمکش‌های عثمانی-پرتغالی در دریای سرخ، ازدمیر پاشا در اوایل دهه ۱۵۵۰ سواکن را اشغال کرد. اگرچه کنترل آن به‌طور شل و نه کاملاً مستحکم بود، اما این وضعیت تا سال ۱۵۵۵ ادامه یافت، زمانی که استان عثمانی «حبش» تأسیس شد و اقامتگاه پاشای آن در سواکن قرار گرفت. عثمانی‌ها دو مسجد اصلی شافعی و حنفی را بازسازی کردند، دیوارهای قلعه را تقویت کردند و جاده‌ها و ساختمان‌های جدیدی احداث نمودند.
از آنجا که کاوشگران پرتغالی مسیر دریایی در اطراف آفریقا را کشف و بهبود بخشیدند و عثمانی‌ها نتوانستند این تجارت را متوقف کنند، بازرگانان محلی شروع به ترک شهر کردند. با این وجود، مقداری از تجارت با پادشاهی فنج ادامه یافت، اما تا قرن‌های ۱۸ و ۱۹، جهانگرد سوئیسی یوهان لودویگ بورکارت گزارش داد که دو سوم خانه‌های سواکن ویران شده‌اند.
در سال ۱۸۶۵، خدیو اسماعیل پاشا کنترل سواکن را از عثمانی‌ها دریافت کرد و تلاش کرد تا آن را احیا کند. مصر خانه‌های جدید، آسیاب‌ها، مساجد، بیمارستان‌ها و یک کلیسا برای مهاجران قبطی ساخت.

### حکومت بریتانیا
ارتش بریتانیا در سال‌های ۱۸۸۳–۱۸۸۵ در سواکن درگیر شد و هربرت کیچنر در این دوره فرمانده نیروهای ارتش مصر بود. سواکن مقر فرماندهی او بود و نیروهای او در برابر محاصره طولانی در آنجا مقاومت کردند.
نیروهای استعماری استرالیا در ویکتوریا  قایق اژدرافکن اچ‌ام‌وی‌اس چیلدرز و ناوچه توپدارهای اچ‌ام‌وی‌اس ویکتوریا (۱۸۸۴) و اچ‌ام‌وی‌اس آلبرت را که در ۱۹ مارس ۱۸۸۴ در مسیر تحویل از بریتانیا به سواکن رسیدند، پیشنهاد کردند، اما پس از انتقال درگیری‌ها به خشکی، آزاد شدند. این نیروها در ۲۳ مارس حرکت کرده و در ۲۵ ژوئن ۱۸۸۴ به ملبورن رسیدند. یک نیروی نظامی اساساً غیرنظامی متشکل از ۷۷۰ نفر از نیو ساوت ولز، از جمله تعدادی از یگان دریایی، در مارس ۱۸۸۵ به سواکن رسیدند و تا اواسط ماه مه خدمت کردند.

پس از شکست دولت مهدی، بریتانیا ترجیح داد به جای درگیر شدن در بازسازی گسترده و توسعه‌ای که برای هم‌تراز کردن سواکن ضروری بود، پورت سودان جدید را توسعه دهد. تا سال ۱۹۲۲، آخرین نیروهای بریتانیایی این منطقه را ترک کردند.

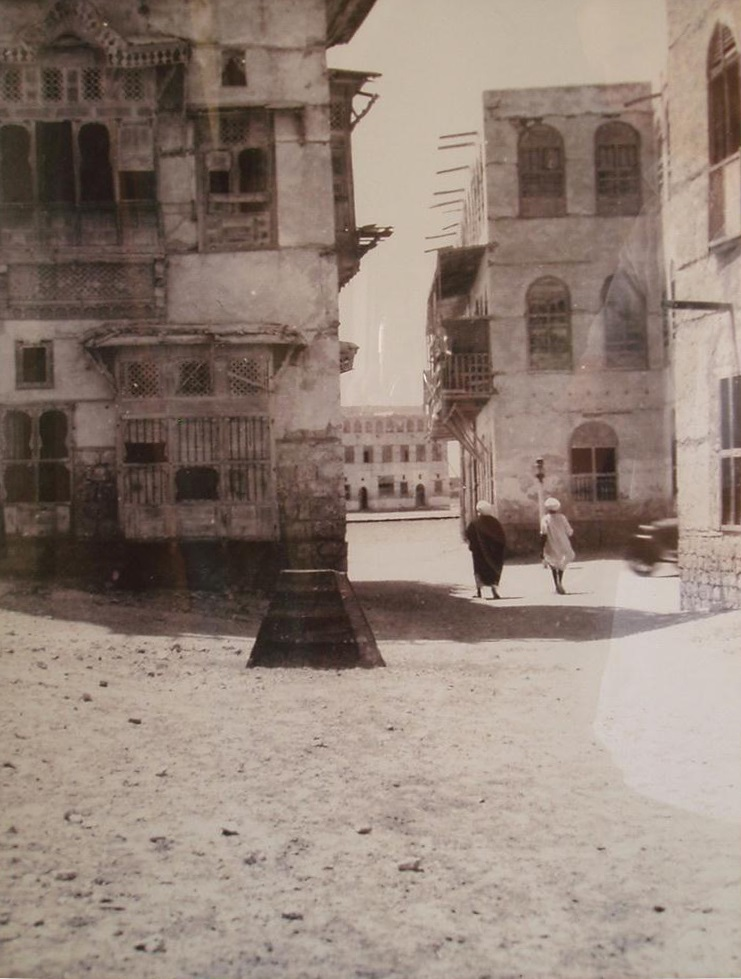
سواکن در سال ۱۹۲۸

### قرن ۲۱
از سال ۲۰۰۰، سازمان ملی آثار و موزه‌های سودان تحقیقات خود را در مورد تاریخ سواکن انجام داده و این تاریخ را مستند کرده است. در سال ۲۰۲۲، پروژه آنلاین Sudan Memory عکس‌های تاریخی، نقشه‌های معماری و یک بازسازی سه‌بعدی از این شهر را در وب‌سایت خود منتشر کرد.
در ۱۷ ژانویه ۲۰۱۸، به عنوان بخشی از روند عادی‌سازی روابط با سودان، ترکیه یک اجاره ۹۹ ساله برای جزیره سواکن دریافت کرد. ترکیه قصد دارد بندر ویران‌شده عثمانی در این جزیره را بازسازی کند.
در ۱۲ ژوئن ۲۰۲۲، حدود ۱۵٬۰۰۰ گوسفند در غرق شدن کشتی بدر ۱ در بندر سواکن غرق شدند.

## ساختمان‌های سواکن
ساختمان‌های سواکن عمدتاً از سنگ مرجانی یا مرجان صخره‌ای که از بستر دریا استخراج می‌شد، ساخته شده بودند. سبک معماری عامیانه تحت حاکمیت عثمانی مشابه سبک‌های جده در عربستان و مصوع در اتیوپی بود. خانه‌ها که پوشش گچی سفید داشتند، تا چهار طبقه ارتفاع داشتند و اغلب در بلوک‌ها یا تراس‌هایی متشکل از سه یا چند واحد ساخته می‌شدند که با خیابان‌های باریک از یکدیگر جدا می‌شدند. این خانه‌ها دارای پنجره‌های بزرگ با چارچوب‌های چوبی (به عربی: "روشان") و درهایی از چوب ساج جاوه بودند که بالای آن‌ها طاقچه‌های سنگی حکاکی‌شده و قرنیزهای دندانه‌دار قرار داشت. از دهه ۱۸۶۰، سبک معماری مصری با ترکیب عناصری از مصر و اروپا در این منطقه ظاهر شد. از آنجا که این ساختمان‌ها هیچ پوشش گچی نداشتند، به سرعت فرسوده شدند و شهر به ویرانه تبدیل شد.— سواکن، Grove Art Online
شرح دقیقی از ساختمان‌های سواکن، از جمله نقشه‌های اندازه‌گیری‌شده و طرح‌های دقیق، در کتاب The Coral Buildings of Suakin: Islamic Architecture, Planning, Design and Domestic Arrangements in a Red Sea Port نوشته ژان-پی‌یر گرینلاو، انتشارات Kegan Paul International، ۱۹۹۵، شابک ‎۰-۷۱۰۳-۰۴۸۹-۷ موجود است.

## اقلیم
سواکن دارای اقلیم بیابانی بسیار گرم (سامانه طبقه‌بندی اقلیمی کوپن BWh) با تابستان‌های به‌شدت گرم و مرطوب، اما خشک، و زمستان‌های بسیار گرم است. میزان بارندگی حداقل است، مگر از اکتبر تا دسامبر که بادهای شرقی می‌توانند بارش‌های گهگاه را به همراه داشته باشند: در نوامبر ۱۹۶۵، حدود ۴۴۵ میلیمتر (۱۷٫۵ اینچ) بارندگی ثبت شد، اما در کل سال از ژوئیه ۱۹۸۱ تا ژوئن ۱۹۸۲، تنها ۳ میلیمتر (۰٫۱ اینچ) بارندگی گزارش شد.